# 1814 w muzyce
Wydarzenia muzyczne w 1814 roku.

## Wydarzenia
- 28 stycznia – w neapolitańskim Teatro dei Fiorentini miała miejsce premiera opery Elena Johanna Mayra[1][2]
- 1 lutego – w Operze paryskiej miała miejsce premiera opery L'oriflamme E. Méhula, H. Bertona, R. Kreutzera i F. Paëra[1][2]
- 12 lutego – w paryskim Théâtre Feydeau miała miejsce premiera opery Bayard à Mézières, ou La siège de Mézières L. Cherubiniego, F.A. Boieldieu, Charlesa-Simona Catela i Nicolasa Isouarda[1][2]
- 27 lutego – w wiedeńskim Redoutensaele miała miejsce premiera VIII symfonii Beethovena[1][2]
- 10 marca – w wiedeńskim Theater an der Wien miała miejsce premiera „Die Eselshaut oder Die blaue Insel, S 101” Johanna Nepomuka Hummla[1][2]
- 11 kwietnia – w wiedeńskiej Saal des Hotels zum Römischen Kaiser miała miejsce premiera „Trio fortepianowego nr 7 B-dur tzw. Arcyksiążęce”, op.97 Ludwiga van Beethovena[1][2]
- 21 maja – w paryskim Théâtre Feydeau miała miejsce premiera opery Le béarnais, ou Henri IV en voyage François-Adriena Boieldieu[1][2]
- 23 maja – w wiedeńskim Theater am Kärntnertor miała miejsce premiera trzeciej wersji opery Fidelio Ludwiga van Beethovena[1][2]
- 13 czerwca – w paryskim Théâtre Feydeau miała miejsce premiera opery Angéla ou L’atelier de Jean Cousin François-Adriena Boieldieu[1][2]
- 15 czerwca – w wiedeńskim Theater an der Wien miała miejsce premiera „Die Rückfahrt des Kaisers” Johanna Nepomuka Hummla[1][2]
- 24 czerwca – w Wiedniu odbyła się premiera kantaty „Un lieto Brindisi”, WoO 103 Ludwiga van Beethovena[1][2]
- 5 sierpnia – w wiedeńskim domu Baron Johanna von Pasqualatiego miała miejsce premiera „Elegischer Gesang, Op.118” („Sanft wie du lebtest”) Ludwiga van Beethovena[1][2]
- 14 sierpnia – w mediolańskiej La Scali miała miejsce premiera opery Turek we Włoszech Gioacchina Rossiniego[1][2]
- 19 sierpnia – siedemnastoletni Franz Schubert przechodzi egzamin na uczelni szkolenia nauczycieli w Wiedniu[1][2]
- 23 sierpnia – w Operze paryskiej miała miejsce premiera opery Pélage ou le Roi de la Paix G. Spontiniego[1][2]
- 14 września – Francis Scott Key napisał tekst pieśni „Gwiaździsty Sztandar”, będącej obecnie hymnem USA
- 19 października – Franz Schubert komponuje „Małgorzatę przy kołowrotku”, swoją pierwszą pieśń, która odniosła sukces[1][2]
- 7 listopada – w mediolańskiej La Scali miała miejsce premiera opery Le due duchesse (ossia La caccia dei lupi) Johanna Mayra[1][2]
- 29 listopada – w Wiedniu odbyła się premiera kantaty „Der glorreiche Augenblick, op. 136” Ludwiga van Beethovena[1][2]
- 26 grudnia – w weneckim Teatro La Fenice miała miejsce premiera opery Zygmunt Gioacchina Rossiniego[1][2]

## Urodzili się
- 28 stycznia – Marie-Cornélie Falcon, francuska śpiewaczka operowa (sopran dramatyczny) (zm. 1897)
- 21 lutego – Nicolò Gabrielli, włoski kompozytor operowy (zm. 1891)
- 22 lutego – Oskar Kolberg, polski etnograf, folklorysta i kompozytor (zm. 1890)
- 26 lutego – Giuseppe Lillo, włoski kompozytor operowy (zm. 1863)
- 3 marca - Ludwika Rivoli, śpiewaczka operowa i aktorka (zm. 1878)[3]
- 20 kwietnia – Theodor Döhler, austriacki pianista i kompozytor (zm. 1856)
- 21 kwietnia – Béni Egressy, węgierski kompozytor, dramaturg, tłumacz i aktor (zm. 1851)
- 6 maja – Heinrich Wilhelm Ernst, morawsko-żydowski skrzypek, altowiolista i kompozytor (zm. 1865)
- 12 maja – Adolf von Henselt, niemiecki kompozytor I pianista (zm. 1889)
- 3 lipca – Jānis Cimze, łotewski kompozytor i pedagog (zm. 1881)
- 4 października – Franciszek Ludwik Stevich, czeski muzyk działający na ziemiach polskich (zm. 1877)
- 6 listopada – Adolphe Sax, belgijski budowniczy instrumentów muzycznych, konstruktor saksofonu (zm. 1894)

## Zmarli
- 3 lutego – Jan Antonín Koželuh, czeski kompozytor (ur. 1738)
- 12 kwietnia – Charles Burney, angielski muzyk i teoretyk muzyki (ur. 1726)
- 6 maja – Georg Joseph Vogler, niemiecki kompozytor, organista i pedagog (ur. 1749)
- 8 czerwca – Friedrich Heinrich Himmel, niemiecki kompozytor (ur. 1765)
- 27 czerwca – Johann Friedrich Reichardt, niemiecki kompozytor i krytyk muzyczny (ur. 1752)
- 25 lipca – Charles Dibdin, brytyjski muzyk, kompozytor, dramaturg, pisarz i aktor (ur. 1745)

## Muzyka poważna
- 21 marca – w Londynie opublikowano „Melodies of Different Nations”, WoO 9 Muzia Clementiego[1][2]